# Liste der Baudenkmäler in Brennberg
Auf dieser Seite sind die Baudenkmäler in der Oberpfälzer Gemeinde Brennberg zusammengestellt. Diese Tabelle ist eine Teilliste der Liste der Baudenkmäler in Bayern. Grundlage ist die Bayerische Denkmalliste, die auf Basis des Bayerischen Denkmalschutzgesetzes vom 1. Oktober 1973 erstmals erstellt wurde und seither durch das Bayerische Landesamt für Denkmalpflege geführt wird. Die folgenden Angaben ersetzen nicht die rechtsverbindliche Auskunft der Denkmalschutzbehörde.

## Baudenkmäler nach Ortsteilen

### Brennberg
| Lage                                 | Objekt                             | Beschreibung | Akten-Nr.              | Bild                  |
| ------------------------------------ | ---------------------------------- | --- | ---------------------- | --------------------- |
| Hofberg; Nähe Staufferweg (Standort) | Burgruine Ober- und Unterbrennberg | Gründung im späten 12. Jahrhundert, Ausbau im 14. Jahrhundert, Brände im 17. Jahrhundert, Verfall und Abbrüche im 19. Jahrhundert; Stumpf des sogenannten Auerturms, sechseckiger Quaderbau mit Bruchstein, Granit, 14. Jahrhundert; Reste des sogenannten Münchsteins mit Brunnen, Quaderbau mit Bruchstein, frühes 14. Jahrhundert; Turmfundament über quadratischem Grundriss, 2. Hälfte 12. Jahrhundert oder Anfang 14. Jahrhundert; Außenmauern des ehemaligen Schlosses, 1708–11 nach Bränden erneuert; Außenmauern des ehemaligen Pferdestalls, 1708–11; Sommerkeller, Bruchsteinbau, frühes 18. Jahrhundert; Wartturm mit Resten des Bergfrieds und Palas, Quaderbau mit Bruchstein, Granit, spätes 12. Jahrhundert, Einsturz 1890; Außenmauern des unteren Schlosses, Bruchstein, ab 1708 erneuert; Restabschnitte der Ringmauern, Bruchstein, wohl spätes 12. Jahrhundert | D-3-75-120-1 Wikidata  | weitere Bilder        |
| In der Öd 4 (Standort)               | Backofen                           | massiver Satteldachbau, um 1900 | D-3-75-120-43          | BW                    |
| Johannisstraße 13 (Standort)         | Ehemaliges Spital                  | zweigeschossiger und traufständiger Halbwalmdachbau mit verschindeltem Blockbau-Obergeschoss, bezeichnet 1709 | D-3-75-120-2 Wikidata  | Ehemaliges Spital     |
| Johannisstraße 15 (Standort)         | Kapelle St. Johannes Nepomuk       | giebelständiger und abgewalmter Satteldachbau mit verschindeltem Zwiebeldachreiter, 1705; mit Ausstattung | D-3-75-120-3 Wikidata  | weitere Bilder        |
| Lerchenfeldstraße 10 (Standort)      | Ehemaliges Benefizium              | zweigeschossiger und giebelständiger Halbwalmdachbau, 17./18. Jahrhundert | D-3-75-120-4 Wikidata  | Ehemaliges Benefizium |
| Mariahilfanger 2 (Standort)          | Wegkapelle Maria Hilf              | Satteldachbau mit Frontsäulen, korbbogigem Eingang und Gesimsgliederung, Mitte 18. Jahrhundert; mit Ausstattung | D-3-75-120-5 Wikidata  | weitere Bilder        |
| Reimarstraße 5 (Standort)            | Gasthof                            | zweigeschossiger und traufständiger Satteldachbau mit Schweifgiebel, im Kern 17. Jahrhundert | D-3-75-120-6 Wikidata  | Gasthof               |
| Reimarstraße 10 (Standort)           | Ehemaliger Pfarrhof                | zweigeschossiger und winkelförmiger Walmdachbau in Ecklage, 18. Jahrhundert | D-3-75-120-7 Wikidata  | Ehemaliger Pfarrhof   |
| Sankt-Rupert-Straße (Standort)       | Backofen                           | massiver Satteldachbau, frühes 19. Jahrhundert | D-3-75-120-42          | BW                    |
| Sankt-Rupert-Straße 1 (Standort)     | Katholische Pfarrkirche St. Rupert | Saalbau mit eingezogenem Chor und Westturm mit Zwiebelhaube, 1851/52, unter Einbeziehung von Bauteilen aus der Zeit um 1689/90; mit Ausstattung; Friedhofsmauer, Bruchstein, 17. Jahrhundert; Missionskreuz, Viernageltypus, Gusseisen, 1855 | D-3-75-120-8 Wikidata  | weitere Bilder        |
| Sankt-Rupert-Straße 3 (Standort)     | Gasthaus                           | zweigeschossiger und gestelzter, giebelständiger Satteldachbau mit verschindeltem Obergeschoss, Heimatstil, nach 1910, über älterem Kern | D-3-75-120-9 Wikidata  | Gasthaus              |
| Staufferweg 3 (Standort)             | Ehemaliger Getreidespeicher        | dreigeschossiger Walmdachbau, 16./17. Jahrhundert; Teilstück der Hofmauer mit rundbogiger Durchfahrt, 16./17. Jahrhundert; zugehörig zum ehemaligen Pfarrhof, siehe Reimarstraße 10 | D-3-75-120-10 Wikidata | BW                    |

### Bibersbach
| Lage                                                     | Objekt     | Beschreibung                                       | Akten-Nr.              | Bild |
| -------------------------------------------------------- | ---------- | -------------------------------------------------- | ---------------------- | ---- |
| Steinbügel, nördlich des Ortes, an der St2153 (Standort) | Wegkapelle | Satteldachbau mit offenem Gehäuse, 19. Jahrhundert | D-3-75-120-13 Wikidata | BW   |

### Bruckbach
| Lage                       | Objekt                             | Beschreibung | Akten-Nr.              | Bild           |
| -------------------------- | ---------------------------------- | --- | ---------------------- | -------------- |
| Bruckbach 6, 10 (Standort) | Marterl                            | Kreuz mit Viernageltypus, Gusseisen, auf Sockel und ornamentiertem Pfeiler, Granit, bezeichnet 1859 | D-3-75-120-19 Wikidata | BW             |
| Bruckbach 25 (Standort)    | Katholische Filialkirche St. Peter | Saalbau mit eingezogenem Chor und Chorturm mit Treppengiebel, Chor (ehemaliges Langhaus der Chorturmanlage) romanisch, Umbau 1718, 1953/54 Erweiterung nach Westen, Chorturm spätgotisch, 2. Hälfte 15. Jahrhundert und um 1600; mit Ausstattung; Friedhofsmauer mit Tor, Bruchstein, barock | D-3-75-120-15 Wikidata | weitere Bilder |

### Frankenberg
| Lage                                   | Objekt               | Beschreibung                                                | Akten-Nr.              | Bild                 |
| -------------------------------------- | -------------------- | ----------------------------------------------------------- | ---------------------- | -------------------- |
| an der Staatsstraße St 2153 (Standort) | Hofkapelle St. Maria | giebelständiger Satteldachbau mit Vorplatz, 19. Jahrhundert | D-3-75-120-20 Wikidata | Hofkapelle St. Maria |

### Frauenzell
| Lage                                    | Objekt                                                       | Beschreibung | Akten-Nr.              | Bild                                                         |
| --------------------------------------- | ------------------------------------------------------------ | --- | ---------------------- | ------------------------------------------------------------ |
| Frauenzell 4, 5, 6, 7, 8, 10 (Standort) | Ehemalige Benediktinerabtei Mariä Himmelfahrt                | Katholische Pfarr- und ehemalige Klosterkirche Mariä Himmelfahrt, Zentralbau mit eingezogenem Chor, konvexer Fassade und seitlichem Fassadenturm, ab 1737 und 1745 bis ca. 1760, Nordturm vom gotischen Vorgängerbau, Ende 14. Jahrhundert, auf der Nordseite Rest des Kreuzgangs, zweigeschossiger Pultdachbau; mit Ausstattung; Ehemaliges Konventgebäude, dreigeschossige Vierflügelanlage mit Mansardwalmdächern, gewölbter Toreinfahrt, Westportal, geohrten Rahmungen und Putzgliederungen, bezeichnet 1737, im Kern mittelalterlich; Gartenummauerung, Bruchsteinmauer, 18. Jahrhundert; Ehemaliges Klosterrichterhaus, jetzt Klostergaststätte, zweigeschossiger Satteldachbau mit Runderker, 1729, stark modernisiert | D-3-75-120-21 Wikidata | weitere Bilder                                               |
| Frauenzell 11 (Standort)                | Ehemaliges Langhaus mit Empore der Kirche Hl. Dreifaltigkeit | integriert in Neubau, im Kern 1620/21, nach Profanierung 1803 in Wohnhaus mit Satteldach umgewandelt | D-3-75-120-23 Wikidata | Ehemaliges Langhaus mit Empore der Kirche Hl. Dreifaltigkeit |
| In Frauenzell (Standort)                | Figur des hl. Johannes Nepomuk                               | spätbarock, Mitte 18. Jahrhundert | D-3-75-120-25 Wikidata | BW                                                           |

### Hamberg
| Lage                               | Objekt                              | Beschreibung | Akten-Nr.              | Bild |
| ---------------------------------- | ----------------------------------- | --- | ---------------------- | ---- |
| Auf der Höhe; Hamberg 7 (Standort) | Wohnteil eines ehemaligen Einödhofs | eingeschossiger Blockbau mit Kniestock, um 1700, gemauerter Stallteil und angeschlossener Tennenteil 19. Jahrhundert und jünger | D-3-75-120-40 Wikidata | BW   |

### Hammermühle
| Lage                     | Objekt                | Beschreibung                                                               | Akten-Nr.              | Bild |
| ------------------------ | --------------------- | -------------------------------------------------------------------------- | ---------------------- | ---- |
| Hammermühle 2 (Standort) | Ehemalige Hammermühle | zweigeschossiger und giebelständiger Halbwalmdachbau, Ende 18. Jahrhundert | D-3-75-120-26 Wikidata | BW   |

### Himmelmühle
| Lage                     | Objekt | Beschreibung                                                                                      | Akten-Nr.              | Bild |
| ------------------------ | ------ | ------------------------------------------------------------------------------------------------- | ---------------------- | ---- |
| Himmelmühle 1 (Standort) | Mühle  | zweigeschossiger und giebelständiger Halbwalmdachbau mit Marienfresko (erneuert), 18. Jahrhundert | D-3-75-120-27 Wikidata | BW   |

### Hintergrub
| Lage                       | Objekt                    | Beschreibung | Akten-Nr.              | Bild |
| -------------------------- | ------------------------- | --- | ---------------------- | ---- |
| Hintergrub 1 (Standort)    | Bauernhaus (Wohnstallbau) | eingeschossiger Satteldachbau mit Blockbau-Kniestock, 18. Jahrhundert, eine Langseite massiv erneuert; zugehöriger Stadel, Ständerbau mit Satteldach, bezeichnet 1795, später verlängert | D-3-75-120-28 Wikidata | BW   |
| Nähe Hintergrub (Standort) | Bildstock                 | Schaft mit rundbogigem Aufsatz, Granit, bezeichnet 1837 | D-3-75-120-29 Wikidata | BW   |

### Hochaigen
| Lage                      | Objekt     | Beschreibung                                                                                         | Akten-Nr.              | Bild |
| ------------------------- | ---------- | --- | ---------------------- | ---- |
| Flur Hochaigen (Standort) | Wegkapelle | giebelständiger Satteldachbau mit stichbogigem Eingang, wohl Anfang 20. Jahrhundert; mit Ausstattung | D-3-75-120-31 Wikidata | BW   |

### Höllmühle
| Lage                   | Objekt                 | Beschreibung                                                                          | Akten-Nr.              | Bild |
| ---------------------- | ---------------------- | ------------------------------------------------------------------------------------- | ---------------------- | ---- |
| Höllmühle 1 (Standort) | Wohnhaus der Höllmühle | zweigeschossiger Blockbau mit massiver Langseite und Satteldach, wohl 18. Jahrhundert | D-3-75-120-30 Wikidata | BW   |

### Innenlehen
| Lage                    | Objekt                     | Beschreibung | Akten-Nr.              | Bild |
| ----------------------- | -------------------------- | --- | ---------------------- | ---- |
| Innenlehen 1 (Standort) | Bauernhaus (Wohnstallhaus) | zweigeschossiger und traufständiger Satteldach mit Stallstadel, rückwärtiger Einfahrt und Putzbänderungen, 18./19. Jahrhundert | D-3-75-120-32 Wikidata | BW   |
| Innenlehen 1 (Standort) | Hofkreuz (Marterl)         | Gusseisenkreuz auf hohem Schaft mit Relief, Sandstein, bezeichnet 1803, mit Kniebank                                           | D-3-75-120-41 Wikidata | BW   |

### Ochsenweide
| Lage                     | Objekt    | Beschreibung | Akten-Nr.              | Bild |
| ------------------------ | --------- | --- | ---------------------- | ---- |
| Ochsenweide 3 (Standort) | Kleinhaus | eingeschossiger und traufständiger Blockbau mit Satteldach und verschaltem Giebelschrot, 1. Hälfte 19. Jahrhundert | D-3-75-120-33 Wikidata | BW   |

### Wetzelsdorf
| Lage                     | Objekt      | Beschreibung                                                                        | Akten-Nr.              | Bild |
| ------------------------ | ----------- | ----------------------------------------------------------------------------------- | ---------------------- | ---- |
| Wetzelsdorf 3 (Standort) | Dorfkapelle | traufständiger Satteldachbau mit Putzgliederungen, 18. Jahrhundert; mit Ausstattung | D-3-75-120-34 Wikidata | BW   |

### Zumhof
| Lage                              | Objekt            | Beschreibung                                                                                            | Akten-Nr.              | Bild |
| --------------------------------- | ----------------- | --- | ---------------------- | ---- |
| Postfeldener Straße (Standort)    | Kapelle Mariahilf | abgewalmter Satteldachbau mit Dachreiter und Giebelgliederung, 1743; mit Ausstattung                    | D-3-75-120-35 Wikidata | BW   |
| Postfeldener Straße 4 (Standort)  | Wohnstallhaus     | eingeschossiger und traufständiger Satteldachbau mit Blockbau-Kniestock, wohl 1. Hälfte 19. Jahrhundert | D-3-75-120-36 Wikidata | BW   |
| Rettenbacher Straße 17 (Standort) | Wohnstallhaus     | eingeschossiger und traufständiger Satteldachbau mit Blockbau-Kniestock, 2. Hälfte 19. Jahrhundert      | D-3-75-120-38 Wikidata | BW   |